# Schlafverhalten von Pferden
Das Schlafverhalten von Hauspferden ist sehr komplex und für jedes Individuum speziell zu betrachten. Für Pferde ist es wichtig, dass sie immer fluchtbereit sind. So bevorzugen freilebende Pferde oft erhöhte Liegeplätze mit einer guten Rundumsicht, um Feinde frühzeitig erkennen zu können. Als weitere Sicherheitsmaßnahme legen sich nie alle Pferde einer Herde gleichzeitig ab, mindestens ein Pferd bleibt stehen, um die anderen bei Gefahr schnell warnen zu können. Zwischendurch schlafen Pferde immer wieder für mehrere kleine Schlafperioden, welche von wenigen Minuten bis zu einer Stunde andauern können. Pferde sind ca. 75 % des Tages wach, 8 % des Tages dösen sie, 13 % verbringen sie in der Tiefschlaf-Phase (SWS-Schlaf), 4 % schlafen sie im Traumschlaf oder REM-Schlaf.

## Schlafphasen
Das Schlafen kann man beim Pferd in drei verschiedene Phasen aufteilen: das Dösen, der SWS-Schlaf und der REM-Schlaf.

### Dösen

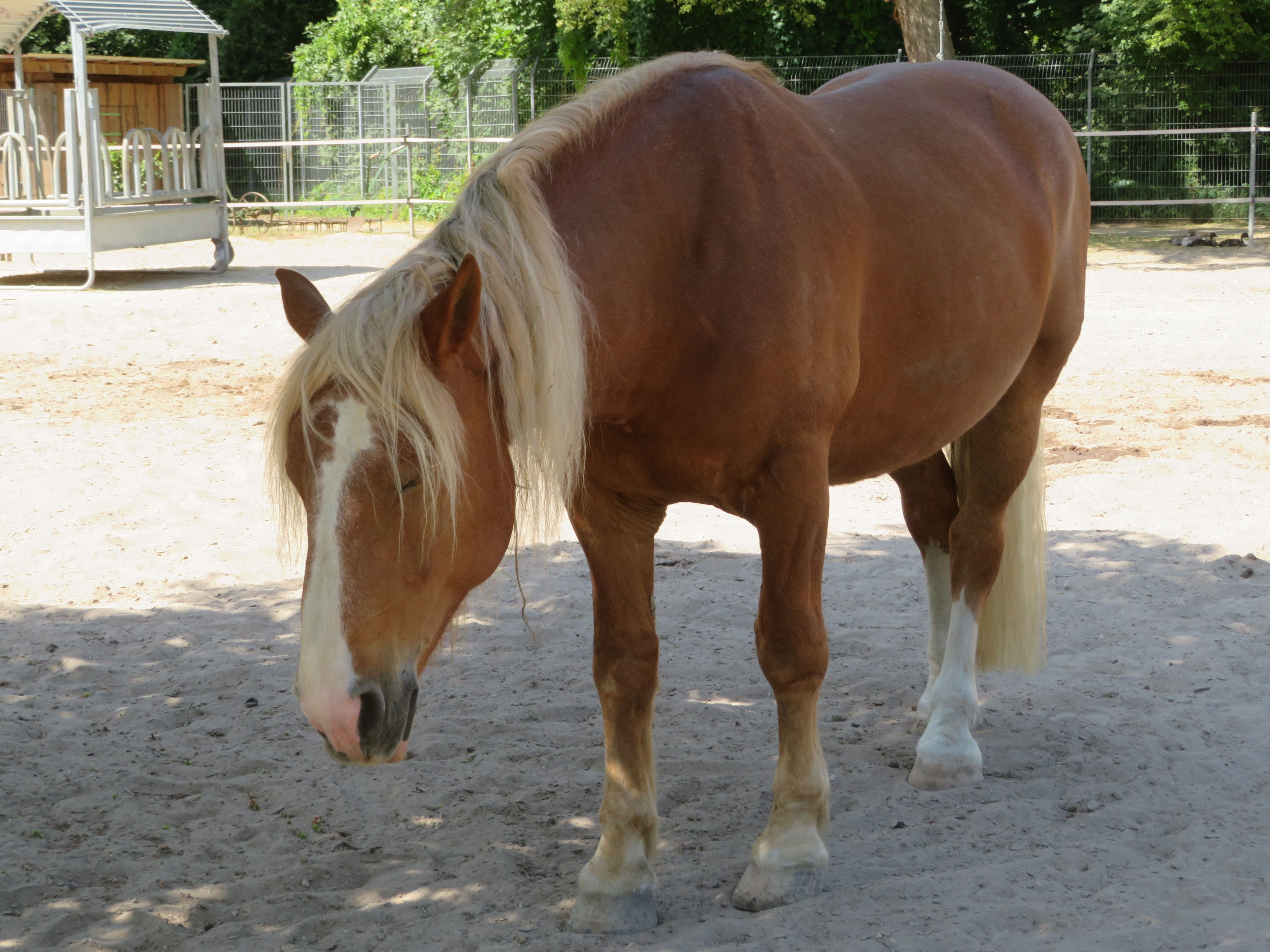
Im Schatten eines Baumes stehend dösendes Süddeutsches Kaltblut im Tiergarten Worms

Das Dösen beim Pferd kann man dem SWS-Schlaf zuordnen. Es ist eine Zwischenphase zwischen Wachsein und Schlafen. Pferde dösen ungefähr zwei Stunden am Tag. Den größten Teil davon verbringen sie im Stehen, aber auch im Liegen. Die Muskeln sind dabei kaum angespannt. So bekommt das Pferd seine Erholung, ohne wirklich schlafen  zu müssen.

### SWS-Schlaf
SWS-Schlaf bedeutet Slow-Wave-Sleep, er wird auch als Tiefschlaf bezeichnet. Beim SWS-Schlaf verlangsamt sich die Atem- und Herzfrequenz und das Gehirn wird inaktiv. Manchmal sind Muskelbewegungen zu erkennen. Viele Pferde verbringen diese Schlafphase im Liegen in Brustlage, sie kann aber auch im Stehen erreicht werden. Obwohl das Gehirn inaktiv ist, bekommen Pferde in dieser Phase alles mit und sind sofort reaktionsbereit, wenn Gefahr droht.

### REM-Schlaf
REM-Schlaf bedeutet Rapid-Eye-Movement-Schlaf. Beim REM-Schlaf werden Atem- und Herzfrequenz noch weiter zurückgefahren als im SWS-Schlaf. Das Gehirn ist in dieser Schlafphase sehr aktiv, was an den zuckenden Augen zu erkennen ist. Pferde kommen immer erst in den SWS-Schlaf und dann in den REM-Schlaf. Die REM-Schlafphase können Pferde nur im Liegen in Seitenlage erreichen und sie ist äußerst wichtig für die Muskel-Erholung.

## Schlafverhalten von adulten Pferden
Adulte Pferde ruhen im Schnitt sieben Stunden am Tag. Sie verbringen etwa drei Stunden mit Schlafen und mehr als drei Stunden mit Dösen. Bei schlechter Futterqualität und -quantität kann die Ruhephase auch kürzer ausfallen, bei guter Futterqualität länger.
Für den Tiefschlaf legen sich Pferde ab. Wenn sie von anderen nicht in Ruhe gelassen werden und in Stress kommen oder krank sind, legen sie sich nicht mehr ab und können so auch nicht mehr in die Tiefschlafphase kommen.
Sollte das passieren, erleiden Pferde erheblichen Schlafmangel, was zu einer narkoleptischen Störung (beispielsweise Umfallen aus dem Stand durch Muskelermüdung als Übermüdungserscheinung) führen kann. Wenn darauf geachtet wird, dass diese Pferde zum Schlafen separiert werden, können die Symptome der narkoleptischen Störung wieder abklingen.

## Schlafverhalten von Fohlen und Jungpferden
Fohlen schlafen wesentlich mehr als adulte Pferde. Sie benötigen am Tag mehrere Tiefschlafphasen. Besonders in den ersten Tagen werden Fohlen schnell müde und schlafen sehr viel, immer in kurzen Intervallen über den Tag verteilt. Tagsüber verbringen sie meist mit dösen bis zu 3,5 Stunden während dieser Zeit liegen Pferde meist in Brustlage. Nachts schlafen Fohlen bis zu sechs Mal immer nur einige Minuten. Der längste Schlafzyklus dauert bis zu 15 Minuten, diesen verbringen sie in Seitenlage. Fohlen brauchen, um zu schlafen, einen trockenen, warmen und sauberen Untergrund, da sie sonst nicht richtig zur Ruhe kommen können.
Stutfohlen und Hengstfohlen unterscheiden sich in ihrem Liegeverhalten, so liegen Stutfohlen fast doppelt so lang in Seitenlage wie Hengstfohlen.

## Schlafverhalten von alten Pferden
Alte Pferde legen sich oft nicht mehr hin, da ihnen das Aufstehen Schmerzen bereitet oder zu hohe Anstrengung bedeutet. Deswegen sollte bei alten Pferden gut darauf geachtet werden, dass sie genug Ruhe bekommen, sie genug Platz haben und der Boden angenehm zu liegen ist, damit sie keine Schlafstörungen bekommen.

## Schlafpositionen
Pferde können in drei verschiedenen Positionen schlafen: im Stehen, in Brustlage oder in Seitenlage.
Pferde legen sich nicht immer hin. Wenn die Box zu klein ist oder nicht oft genug gemistet wird, bleiben Pferde zum Schlafen stehen. Auch psychische Ursachen wie zum Beispiel Angst oder Nervosität können Gründe dafür sein. Deswegen ist es wichtig, dass Pferde immer einen sauberen und trockenen Platz zum Schlafen haben, und ihnen genügend Zeit gelassen wird, um zur Ruhe zu kommen.
Wenn dies alles gegeben ist, kann es allerdings auch andere Gründe haben, dass Pferde sich nicht hinlegen wollen. Ein Grund kann sein, dass das Pferd Schwierigkeiten hat, wieder aufzustehen, dies betrifft oft alte oder an Spat erkrankte Pferde.

### Schlafen im Stehen
Wenn Pferde im Stehen schlafen, senken sie den Kopf ab, schließen die Augen halb oder ganz und lassen ihre Unterlippe hängen. Außerdem belasten Pferde während dieser Phase nie alle vier Beine. Sie entlasten immer eines ihrer Hinterbeine, dieses wechseln sie alle 4 bis 5 Minuten. In dieser Haltung können Pferde jederzeit flüchten und müssen davor nicht noch aufstehen. So sind Pferde immer achtsam und können mit ihren Ohren trotzdem ihre Umgebung erkunden.

### Schlafen in Brustlage

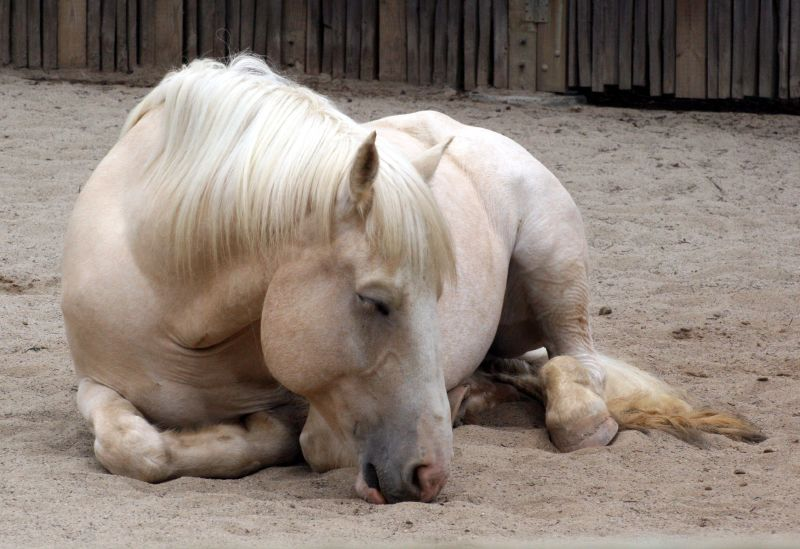
Pferd in Brustlage schlafend

Das Pferd legt sich ab, wobei es Vorder- und Hinterbeine unter den Körper zieht. Den Kopf hält das Pferd aufrecht, während es meist das Maul auf dem Boden abstützt. Die Ohren bleiben während des Liegens immer in Bewegung, um die Umgebung zu beobachten.

### Schlafen in Seitenlage

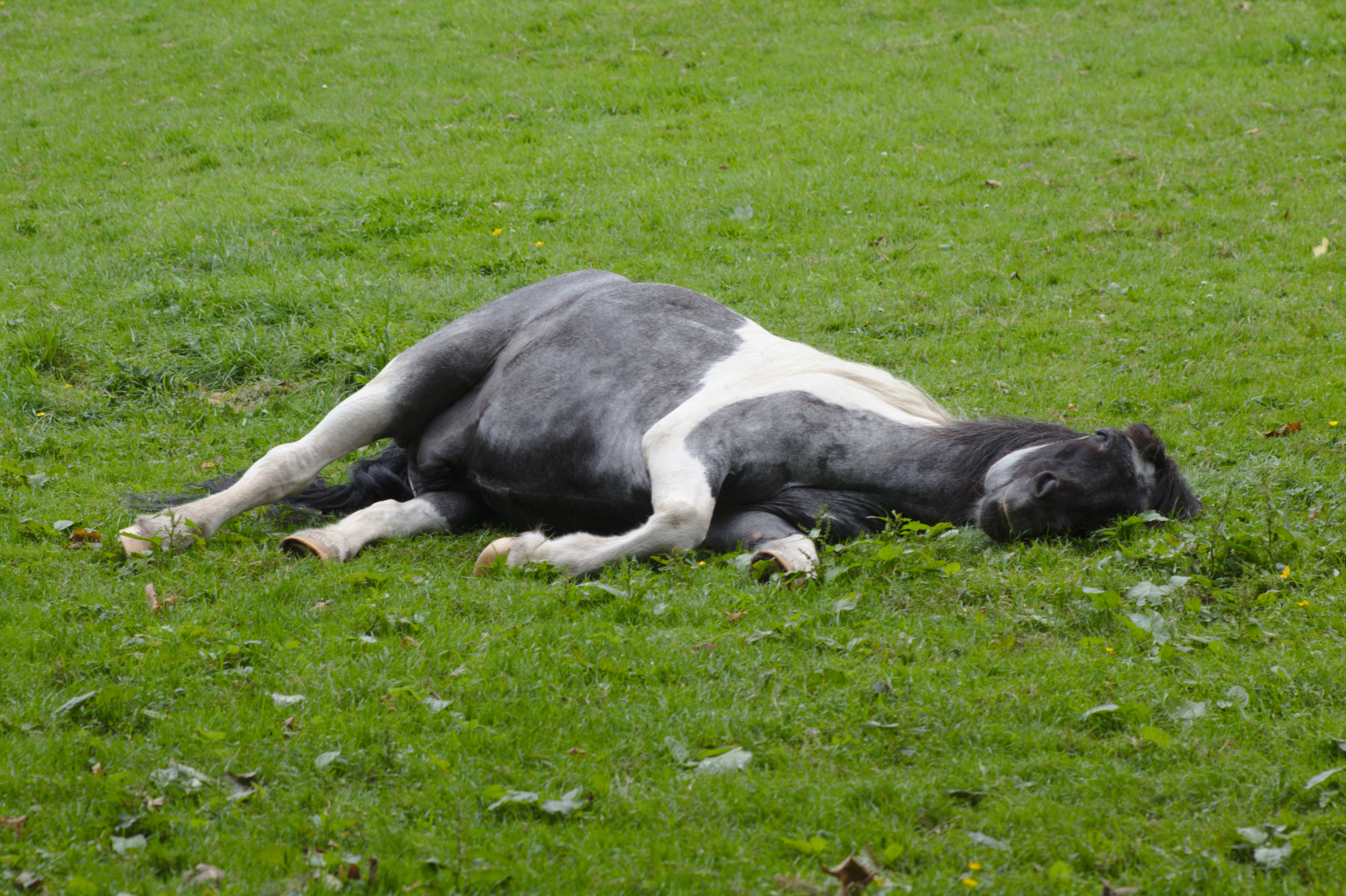
Schlaf in Seitenlage

Das Pferd legt sich in Brustlage ab. Daraufhin legt es sich auf eine Körperseite und streckt alle vier Beine von sich. In dieser Lage gibt das Pferd seine komplette Sicht auf und muss sich absolut sicher fühlen.